# Миколаївський бронетанковий завод

Миколаївський бронетанковий завод (з 1948 року — Миколаївський ремонтно-механічний завод, з 4 березня 1966 — 346-й бронетанковий ремонтний завод) — завод з ремонту танкової та броньованої колісної техніки. Розташований в м. Миколаєві (Україна). Також тут виготовляються бойові модулі для катерів «Гюрза».
В 1948 році створений як бронетанкова ремонтна майстерня. Виконував капітальний ремонт танків ІС-2, ІС-3, Т-34, Т-55, САУ-76, бронетранспортерів БТР-40, БТР-152, БТР-60ПБ, БТР-70, БТР-80, розвідувально-дозорних машин БРДМ, виготовлення аварійно-транспортних машин на базі БТР-70, навчально-тренувальних стендів УК-41, УК-4905, УДС-70, УКС-80, УДС-80.
Протягом 2003—2005 років, з урахуванням досвіду, отриманого українським військовим контингентом в Іраку, на ДП «Миколаївський ремонтно-механічний завод» було розроблено бойову розвідувально-дозорну машину БРДМ-2ДІ «Хазар». В 2007 році почалися її державні випробування та до початку 2011 року бронемашина пройшла державні випробування.
В 2010 році на заводі розроблений БТР-7, який був прийнятий на озброєння, як дослідний зразок.
На початку 2011 року брав участь у тендері на виготовлення і постачання бронетехніки, організованому Міністерством оборони Саудівської Аравії.
В травні 2012 року завод виконав перше з 2008 року значне замовлення — відремонтував і передав Збройним Силам України 17 БТР-80
В 2008—2014 роках рівень завантаження підприємства був недостатнім і на початку літа 2014 року завод готували до процедури банкрутства.
В червні 2014-го завод передав Азово-Чорноморському регіональному управлінню Держприкордонслужби України пересувний блокпост, розроблений на базі БРДМ. Також на заводі розроблені броньовані санітарні машини.
У вересні 2014-го на заводі були капітально відремонтовані 10 БТР-70 і передані українським прикордонникам — це перша партія з 20-ти панцирників — їх мають відновити у рамках багатомільйонного контракту.
Міністерство оборони розмістило на заводі велике замовлення, на підприємстві вперше за останні 23 роки набиратимуть персонал. Станом на середину жовтня 2014 року, завод почав працювати в три зміни.
29.10.2014 року, для потреб ДПСУ, на заводі було замовлено дві БРДМ-2ДІ «Хазар», виробництво яких було розпочато 30.12.2014.
06.04.2015 року повідомлялося, що миколаївські ремонтники передали десантникам 79-ї окремої аеромобільної бригади 12 капітально відремонтованих БТРів — 10 БТР-80 та 2 — БТР-70. Загалом з почіатку російсько-української війни 2014—2015 років бронетанковий завод передав військовим станом на 5 травня 2015-го більш як 110 бойових машин.
16.05.2020 року, згідно з повідомленням пресслужби Укроборонпрому, Держпідприємство «Миколаївський бронетанковий завод» передало Міноборони партію з п'яти одиниць капітально відновлених броньованих розвідувальних дозорних машин із покращеними характеристиками БРДМ-2Л1. «Це чергова партія техніки, відновлена фахівцями МБТЗ вже в рамках державного оборонного замовлення 2020 року. Бронемашини пройшли військову прийомку та відбули у розпорядження Окремого президентського полку імені гетьмана Богдана Хмельницького», — йдеться у повідомленні.
25.06.2020, пресслужба Укроборонпрому повідомила, що Державне підприємство «Миколаївський бронетанковий завод», що входить до складу Державного концерну «Укроборонпром», передало Міністерству оборони України партію з понад десяти одиниць капітально відновлених броньованих розвідувальних дозорних машин з покращеними характеристиками БРДМ-2Л1. «Це вже третя партія техніки, яка пройшла капітальний ремонт та покращення характеристик на Миколаївському бронетанковому заводі в рамках цьогорічного державного оборонного замовлення. Протягом 2019 року в рамках ДОЗ на „Миколаївському бронетанковому заводі“ відремонтували та модернізували біля ста одиниць бронетанкової техніки», — повідомили на підприємстві.